# Leptogenys truncata
Leptogenys truncata é uma espécie de formiga do gênero Leptogenys, pertencente à subfamília Ponerinae.